# Phnum Sruoch
Phnum Sruoch är ett distrikt i Kambodja.   Det ligger i provinsen Kampong Spoe, i den södra delen av landet, 80 km väster om huvudstaden Phnom Penh.